# Hysteronaevia luzulicola
Hysteronaevia luzulicola är en svampart som tillhör divisionen sporsäcksvampar, och som beskrevs av John Axel Nannfeldt. Hysteronaevia luzulicola ingår i släktet Hysteronaevia, och familjen Dermateaceae. Arten är reproducerande i Sverige.